# Nambudiri

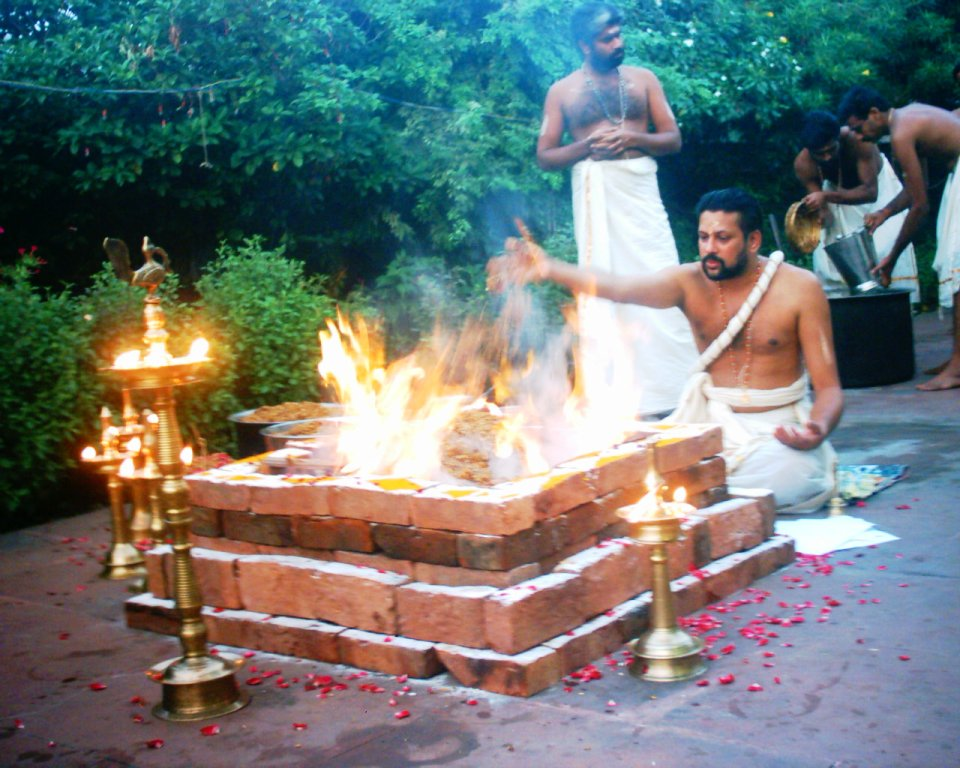
Bramin z kasty Nambudiri odprawiający ofiarę jadźńa

Nambudiri – podkasta braminów w południowo-indyjskim stanie Kerala, uważani za jednych z najbardziej ortodoksyjnych w Indiach. Wykonują w świątyniach rytuały oparte na Tantra Vidhi, odgałęzieniu starożytnej tradycji tantry, zachowanemu jedynie w Kerali. W przeciwieństwie do większości braminów w Indiach, którzy są zwolennikami wedanty, nambudiri przestrzegają starej tradycji śrauta i mimansa.

## Historia
Bramini nambudiri przybyli do Kerali prawdopodobnie pomiędzy V a VII w., po upadku pierwszego królestwa Czera. Z grupy braminów nambudiri pochodził Adi Śankara.